# Cobra-marrom
Pseudonaja textilis é uma serpente da família Elapidae, conhecida popularmente como cobra-marrom, e é atualmente considerada a segunda mais peçonhenta do mundo depois apenas da Oxyuranus microlepidotus, ou Inland Taipan. Assim como a primeira cobra mais peçonhenta do mundo,a cobra-marrom é nativa à Austrália. 
Em relação a aparência, a cor de seu corpo pode ser qualquer tom de marrom, variando de quase preto até bege. A cor da cabeça de indivíduos mais escuros costuma a ser um pouco clara em relação ao resto de seu corpo.  Seu tamanho médio é aproximadamente 1.5m, mas o maior indivíduo dessa espécie registrado mede 2.013m. Essa espécie é facilmente confundida com outros membros do gênero "Pseudonaja", como a Pseudonaja guttata, Pseudonaja mengdeni, Pseudonaja nuchalis, Pseudonaja inframacula e Pseudonaja aspidorhyncha.
Em relação a comportamento, essa espécie alimenta-se de uma variedade de vertebrados, incluindo sapos, outros répteis, aves e alguns mamíferos. A Cobra Marrom caça procurando por sua presa em lugares onde elas provavelmente estão escondidas. Essa espéie de cobra tem uma visão boa e quando elas veem sua presa, elas perseguem a sua presa e então usam seu veneno ou a constrita. Essa cobra tem hábitos diurnos, portanto ela tem pupilas redondas, porém quando está muito quente elas podem ficar até mais tarde procurando comida. Ainda a respeito de seu comportamento, porém agora em relação a reprodução, o período de reprodução das Pseudonaja textilis geralmente começa no meio ou final da primavera. As fêmeas podem botar até 25 ovos, mas geralmente botam 15. Sobre o tempo de encubação, ele pode variar de 36 a 95 dias dependendo da temperatura, sendo o primeiro em uma temperatura de 30ºC e o segundo em uma temperatura 25 ºC
Os predadores conhecidos dessa espécie de cobra são algumas aves e felinos, esses parecem ter imunidade ao veneno da cobra. Essa espécie de cobra, assim como muitas outras, pode ser canibal. 
A Cobra Marrom pode sobreviver em áreas urbanas, portanto ela é provavelmente encontrada mais facilmente que qualquer outra espécie de cobra.